# Bronisław Baraniecki
Bronisław Baraniecki (ur. 3 stycznia 1934 w Krasnym k. Tarnopola) – polski operator filmowy.
Absolwent Wydziału Operatorskiego WGiK w Moskwie. Laureat nagrody za zdjęcia na Festiwalu Polskich Filmów Fabularnych w Gdańsku.

## Wybrana filmografia
jako autor zdjęć:
- Zanim opadną liście... (1964) – film dokumentalny
- Rodzina człowiecza (1966) – film dokumentalny
- Koniec babiego lata (1974)
- Palace Hotel (1977)
- Rodzina Leśniewskich (1978) – serial
- ...droga daleka przed nami... (1979)
- Rodzina Leśniewskich (1980)
- Ciosy (1980)
- Na tropach Bartka (1982)

## Nagrody
- 1966 – Grand Prix „Złoty Lajkonik” na Ogólnopolskim Festiwalu Filmów Krótkometrażowych w Krakowie „za wybitne walory humanistyczne i za poetycki obraz codziennego życia i trudu człowieka” w filmie Rodzina człowiecza
- 1975 – Nagroda za zdjęcia do filmu telewizyjnego Koniec babiego lata na Festiwalu Polskich Filmów Fabularnych w Gdańsku
- 1981 – Nagroda Prezesa Rady Ministrów za twórczość dla dzieci